# Висхідний потік
Висхідний потік (англ. upward flow (stream), нім. Aufgangstrom m) – безперервний або уривчастий рух рідини, газу або розплавленої маси у висхідному напрямку (знизу догори). Має місце у природі (атмосфері, гідросфері, земній корі, мантії), а також застосовується у ряді технологічних процесів.

## Приклади промислового застосування
- 1) Для розпушення сипкої маси в збагачувальному апараті або класифікаційному пристрої (зокрема, В.п. - складова частина циклу відсадки.
- 2) Висхідний вентиляційний потік, (англ. upward ventilation, upgoing air; нім. Wetterauftrieb m) – повітряний потік, що рухається в мережі вентиляційних гірничих виробок знизу наверх.